# Тернопільська класична гімназія
Тернопільська класична гімназія — середній освітній комунальний заклад Тернопільської міської ради в м. Тернополі Тернопільської області.

## Відомості
Урочисте відкриття закладу відбулося 24 серпня 1997 року, присвячене 6-й річниці незалежності України.
31 вересня 1999 року побачив світ перший номер гімназійної газети «Salve!». У 2003 році гімназія уклала угоду про співпрацю з гімназією № 1 м. Тарнів (Польща).
У 2013 році гімназія посіла II місце в міському конкурсі «Феєрія новорічного міста» (номінація «Настрій дарований серцем»).

## Педагогічний колектив

### Директори
- Остапенко Юрій Вікторович (нар. 1962[2]) — 1997—2001 р.
- Гірчиця Оксана Орестівна — 2002—2003 р.
- Тригуба Віктор Костянтинович — 2003—2020 р.
- Бойцун Оксана Борисівна — від 2020 р.